# Тихобразов, Абрам Иванович
Абра́м Ива́нович Тихобра́зов (1825—1897) — русский архитектор, академик и профессор Императорской Академии художеств. Преподаватель Николаевской инженерной академии и Николаевского инженерном училища.

## Биография
В 1845 году окончил Санкт-Петербургский практический технологический институт со званием учёного мастера и присвоением малой серебряной медали. В 1848 году был аттестован Императорской Академией художеств на звание неклассного художника за проект «концертного зала на 1200 человек». Был признан «назначенным в академики» (1852). Избран в академики (1857) за проект «дома для Губернского Дворянского Собрания». Получил звание профессора (1892) за программу «Православный храм в русском стиле».
Работал архитектором Царскосельского дворцового управления; преподавал архитектурное черчение и рисование в Николаевской инженерной академии и Николаевском инженерном училище (с 1861).
30 августа 1882 года произведён в чин действительного статского советника. Имел награды: орден Святого Владимира 3-й степени (1879), орден Святого Станислава 1-й степени (1885), орден Святой Анны 1-й степени (1889).
Умер 17 (29) марта 1897 года, похоронен на Новодевичьем кладбище в Петербурге.

## Проекты и постройки

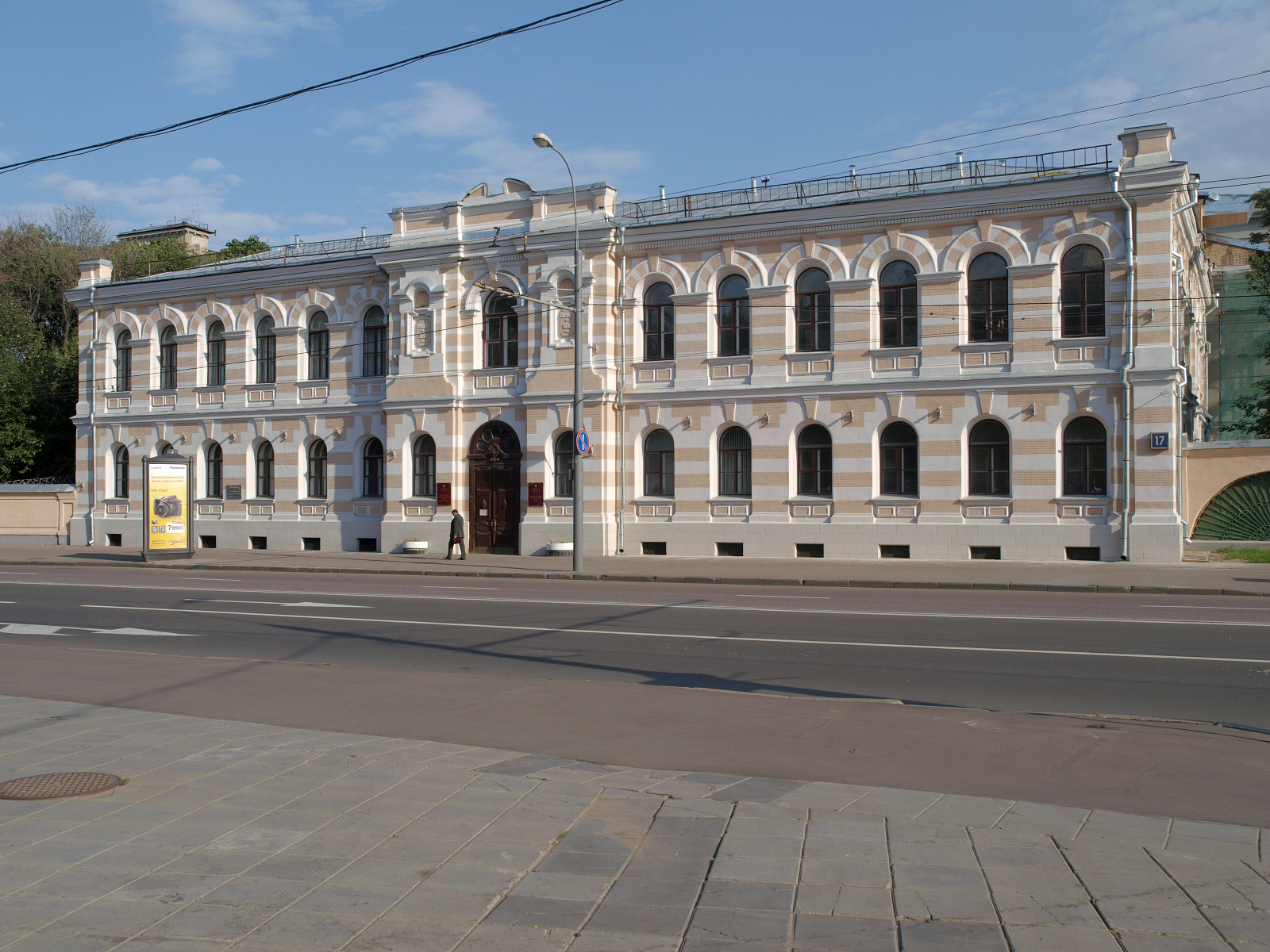
Здание Архива Министерства юстиции (1886)

### Санкт-Петербург
- Дворец великого князя Николая Николаевича старшего (участие в строительстве)[2]. Площадь Труда, 4.
- Доходный дом — правая часть (перестройка). Невский проспект, 56 (1863)[7][8];
- Доходный дом. Улица Константина Заслонова, 1—3 — Разъезжая улица, 43 (1869—1871)[9][8];
- Деревянный жилой дом со службами. Среднеохтинский проспект, 44 (1877, не сохранился)[10];
- Жилой дом (перестройка). Звенигородская улица, 34 — Улица Константина Заслонова, 21 (1878, не сохранился)[11];
- Доходный дом (надстройка и расширение). Гангутская улица, 12 — Соляной переулок, 7 (1879)[12][8];
- Мраморный барельеф Александра II в домовой церкви Михайловского замка (1883)[13];
- Особняк Г. Ф. Менгдена (перестройка). Миллионная улица, 31 — Дворцовая набережная, 30 (1885)[14][8].

### Другие места
- Здание Архива Министерства юстиции. Москва, Большая Пироговская улица, 17 строение 1 (1886);
- Свято-Владимирский собор в Херсонесе (реставрация)[3].